# Pista olimpica Eugenio Monti
Koordinaten: 46° 32′ 43,8″ N, 12° 7′ 40,8″ O
Die Pista olimpica Eugenio Monti war eine Kunsteisbahn für Bobsport und Skeleton in der italienischen Gemeinde Cortina d’Ampezzo. Die Bahn war Wettkampfstätte der VII. Olympischen Winterspiele 1956 und wurde nach dem erfolgreichsten italienischen Bobpiloten Eugenio Monti benannt. Bekanntheit erlangte die Bahn außerdem durch den Film James Bond 007 – In tödlicher Mission.

## Geschichte

### Erste Bahn 1923–2008
Zwischen 1905 und 1906 wurde in Cortina d’Ampezzo erstmals auf einer schneebedeckten Straße nach Pocol Bobsport betrieben. 1911 wurde versucht, in der Nähe des Stadtzentrums eine künstliche Bobbahn zu bauen. Das Vorhaben scheiterte jedoch an den fehlenden finanziellen Mitteln. 1923 wurde schließlich die Bobbahn in Cortina d’Ampezzo mit einer Länge von 1200 Metern errichtet. 1928 fand auf der Bahn mit den Akademischen Winterspielen, einer Vorgängerveranstaltung der Universiade, erstmals ein internationaler Wettkampf statt. Um den Standards anderer Bahnen gerecht zu werden, erfolgte 1936 ein Umbau. Dabei wurde der Zielbereich verlegt und die Streckenlänge auf 1500 Meter mit 15 Kurven erweitert. 1937 fand auf der Bahn zum ersten Mal eine Bob-Weltmeisterschaft  im Zweierbob statt. Bei der Bob-Weltmeisterschaft 1939 fand auch der Viererbob auf der Bahn statt, bei dem der Schweizer Reto Capadrutt tödlich verunglückte. Eine weitere Renovierung erfolgte im Jahr 1948, als alle Kurven nach dem Zweiten Weltkrieg wieder aufgebaut wurden und die Bahn auf 1700 Meter und 16 Kurven verlängert wurde.

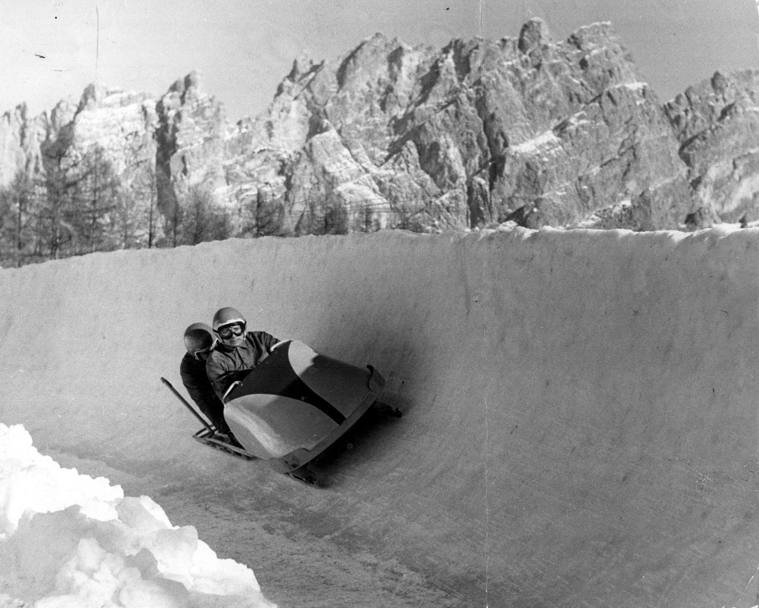
Eugenio Monti und Renzo Alverà (1956)

 Mit der Vergabe der Olympischen Winterspiele 1956 an Cortina d’Ampezzo begann das Comitato Olimpico Nazionale Italiano die Bahn erheblich umbauen zu lassen. Nach den Olympischen Winterspielen 1952 in Oslo wurden an der Bahn große Anzeigetafeln sowie eine elektronische Zeitmessung an der Pista olimpica angebracht. Die Bahn war während den Olympischen Spielen 1720 Meter lang, hatte 16 Kurven und einen Höhenunterschied von 152 Metern.
Da für die Olympischen Winterspiele 1960 in Squaw Valley keine Bobbahn errichtet wurde, wurde stattdessen im gleichen Jahr eine weitere Weltmeisterschaft auf der Pista olimpica ausgerichtet.
Bei der Weltmeisterschaft 1966 wurde der Viererbob-Wettbewerb nach dem tödlichen Unglück des Bundesdeutschen Anton Pensperger abgebrochen. Er erhielt posthum sowie seine Teammitglieder Ludwig Siebert, Helmut Wurzer und Roland Eberhart die Goldmedaille verliehen. Auch bei der Weltmeisterschaft 1981 kam es im Viererbob zu einem weiteren Todesfall, als der US-Amerikaner Jimmy Morgan am 8. Februar im Viererbob verunglückte. Infolgedessen wurde die Streckenlänge und die Anzahl der Kurven reduziert. Eine Woche später fanden auf der Bahn die Dreharbeiten für den Film James Bond 007 – In tödlicher Mission statt. Dabei wurde am 17. Februar 1981 ein Rennschlitten aus der Bahn geschleudert und der 23-jährige italienische Stuntman Paolo Rigon, der am Steuer saß, getötet.
Nach dem Tod des italienischen Bobpiloten Eugenio Monti im Jahr 2003 wurde die Bahn Anfang 2004 zu seinen Ehren von Pista olimpica di bob in Pista olimpica Eugenio Monti umbenannt. Im Januar 2008 wurde die Bahn geschlossen.

### Neubau als Cortina Sliding Centre ab 2024
Nach der Vergabe der Olympischen Winterspiele 2026 an Mailand und Cortina d’Ampezzo wurde die „Reaktivierung“ der Bahn angekündigt, damit dort die Bob-, Rennrodel- und Skeletonwettbewerbe stattfinden können. Im März 2023 begann der Abriss der Bahn, um Platz für den heftig kritisierten Neubau zu machen. Die 2018 für die Olympiabewerbung ursprünglich mit 41,8 Millionen Euro angesetzten Kosten waren bis dahin bereits auf knapp 100 Millionen Euro angewachsen. Völlig unklar war im März 2023 noch, ob die Bahn nach den olympischen Spielen überhaupt rentabel weiterbetrieben werden kann oder ein zweites Cesana Pariol droht. Im Juli 2023 waren die Abbrucharbeiten abgeschlossen. Bei der nachfolgenden öffentlichen Ausschreibung für die Vergabe des Neubaus wurden keine Angebote abgegeben. Auch nachdem eventuelle Baufirmen direkt kontaktiert worden waren, fand man keinen bereitwilligen Auftragnehmer. Die Baufirmen führten an, dass aufgrund der stark angestiegenen Energie- und Materialkosten das Projekt für sie nicht rentabel sei.  Mitte Oktober 2023 wurde der Bau einer neuen Bahn in Cortina verworfen. Das IOC forderte die Veranstalter auf, die Wettbewerbe auf einer bestehenden Bobbahn im Ausland auszutragen. Eine eventuelle Wiederinbetriebnahme der stillgelegten Olympiabahn im piemontesischen Cesana Pariol war zuvor vom italienischen Sportminister Andrea Abodi wegen zu hoher Kosten abgelehnt worden. Die Region Venetien und der italienische Staat beharrten hingegen auf dem Bau der Bobbahn in Cortina, und im Februar 2024 wurde der Bau des Cortina Sliding Centre in Auftrag gegeben.

## Rekorde
| Disziplin           | Rekord | Nation/Athleten                                                   | Datum             | Zeit    |
| ------------------- | ------ | ----------------------------------------------------------------- | ----------------- | ------- |
| Bob – Zweier Männer | Start  | Pierre Lueders & Giulio Zardo                                     | 19. Januar 2002   | 04,84 s |
| Bob – Zweier Männer | Bahn   | Thomas Florschütz & Sascha Schelter                               | 12. Januar 2006   | 52,80 s |
| Bob – Vierer Männer | Start  | Martin Annen, Andi Gees, Beat Hefti & Cédric Grand                | 19. Dezember 2004 | 04,74 s |
| Bob – Vierer Männer | Bahn   | Bruno Mingeon, Emmanuel Hostache, Christophe Fouquet & Max Robert | 16. Januar 2000   | 51,96 s |
| Bob – Zweier Frauen | Start  | Helen Upperton & Jennifer Ciochetti                               | 12. Januar 2007   | 05,29 s |
| Bob – Zweier Frauen | Bahn   | Sandra Kiriasis & Romy Logsch                                     | 12. Januar 2007   | 54,60 s |

## Ausgetragene Meisterschaften
- Olympische Winterspiele: 1956, 2026
- Weltmeisterschaften: 1937 (Zweier), 1939 (Vierer), 1950, 1954, 1960, 1966, 1981, 1989, 1999
- Europameisterschaften: 1965, 1970, 1982, 2000, 2002, 2007
- Italienische Meisterschaften: 1930, 1933, 1934, 1935, 1936, 1937, 1938, 1939, 1940, 1949, 1950, 1953, 1954, 1955, 1957, 1958, 1959, 1960, 1962, 1964, 1965, 1966, 1969, 1978, 1980, 1981, 1984, 1985, 1986, 1988, 1991, 1992, 1993, 1995, 2001, 2002, 2003, 2004, 2005, 2007, 2008

## Bildergalerie

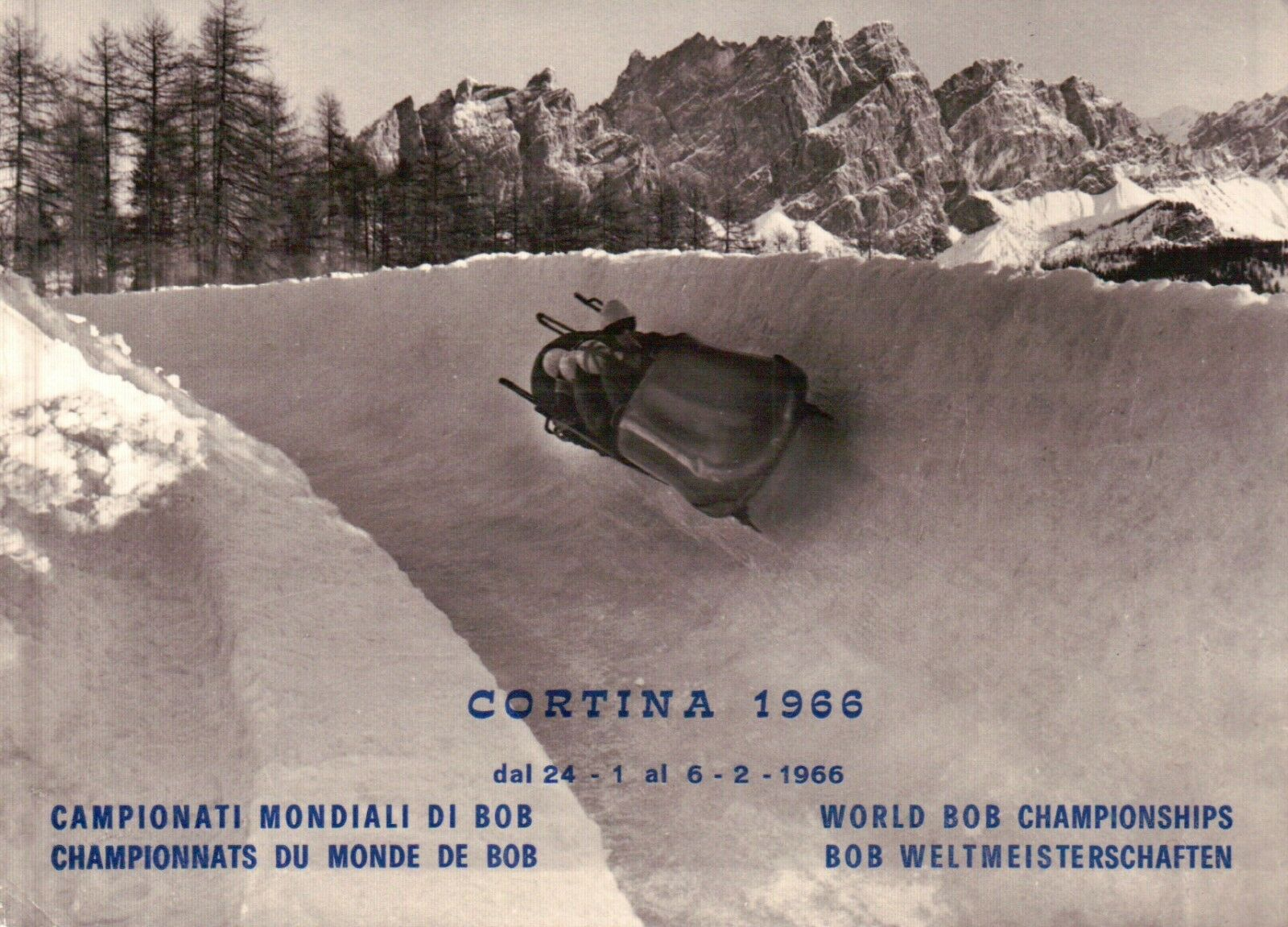
Weltmeisterschaft 1966
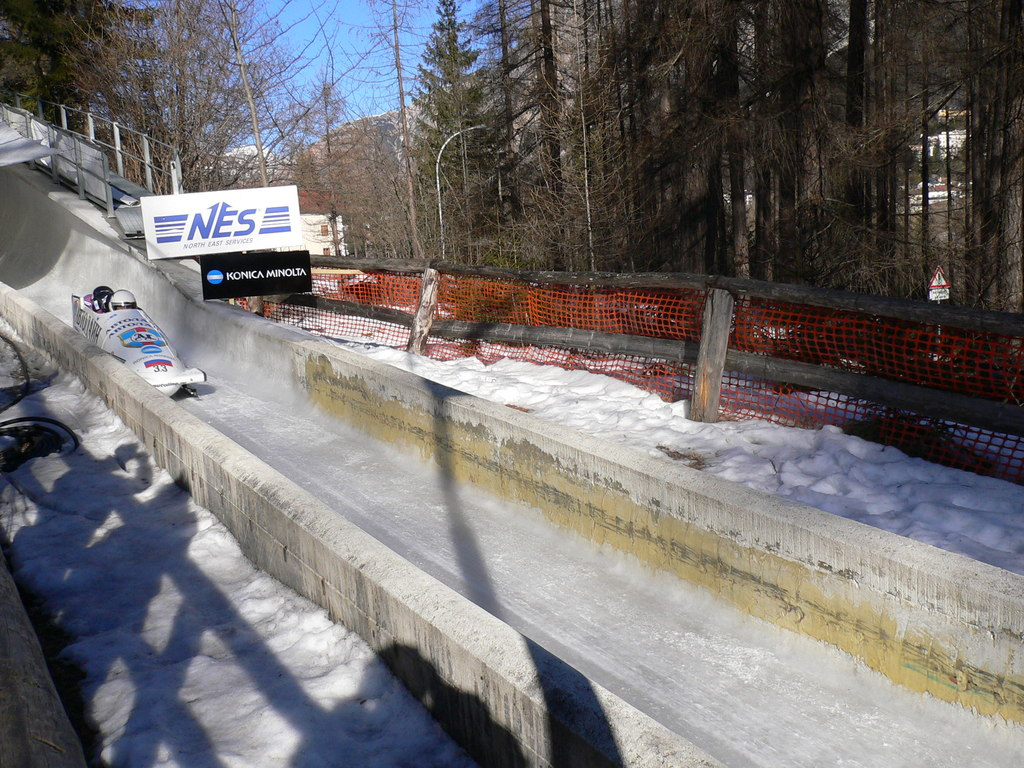
Antelao-Gerade
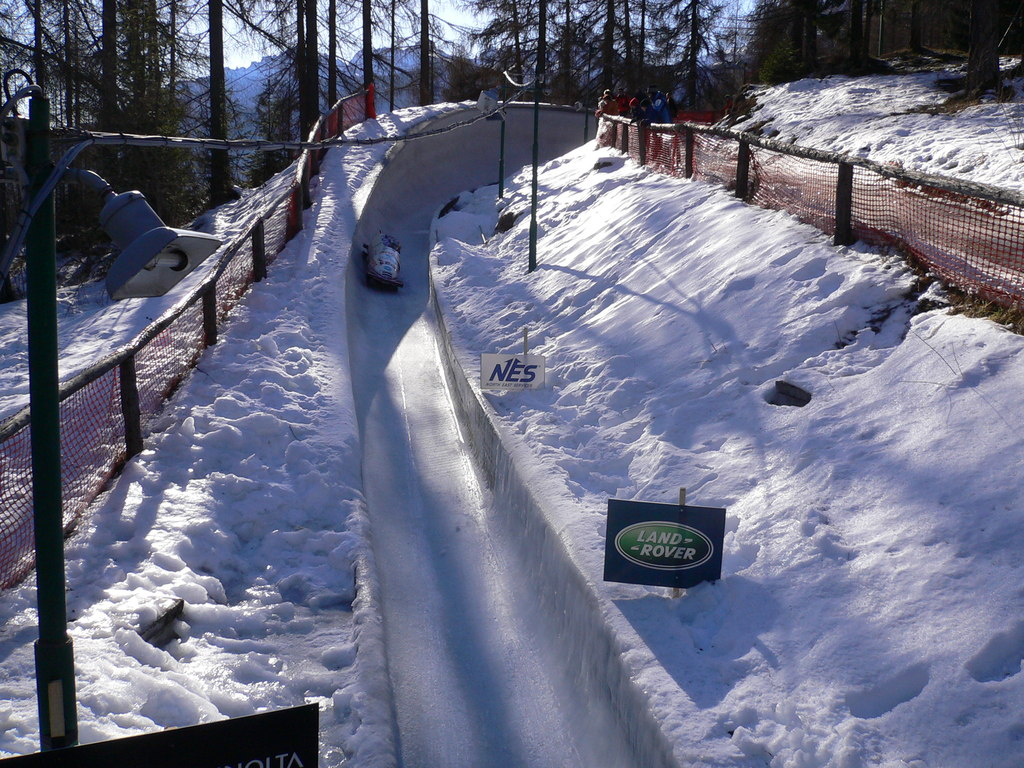
Weltcup 2007
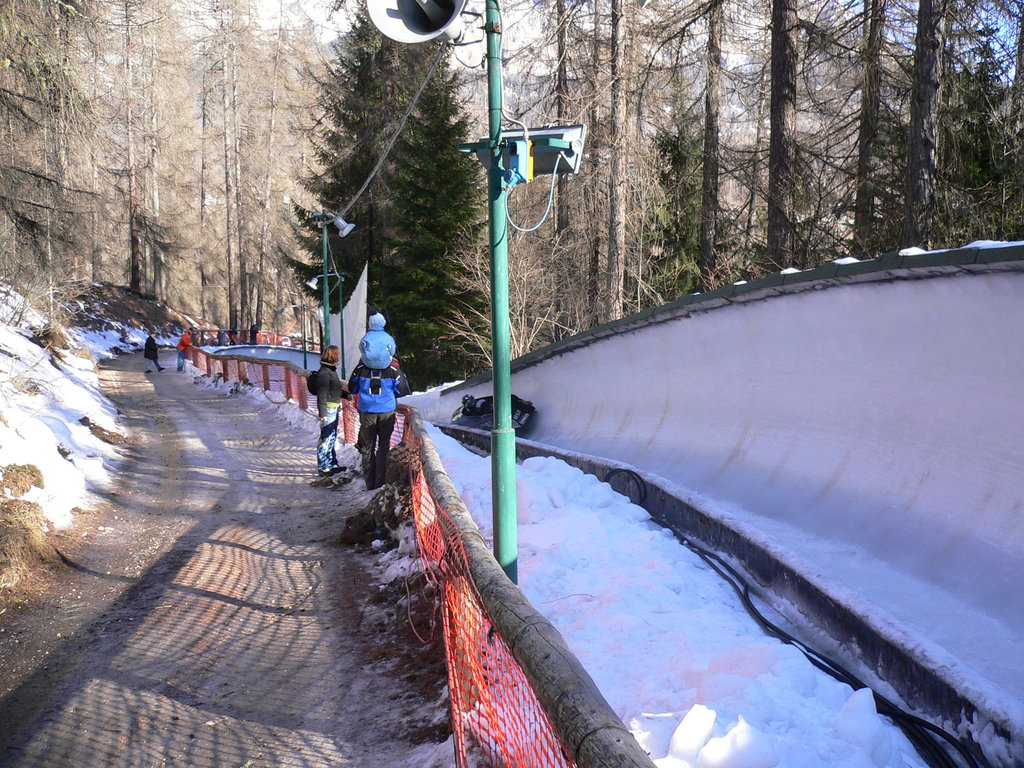
Ausfahrt Labyrinth